# Circuit of the Americas
Circuit of the Americas er et motorsportsanlæg ved byen Elroy i Texas, USA, 19 kilometer syd for delstatens hovedstad Austin. På banen bliver der kørt otte forskellige løbsserier, med USA's Grand Prix i Formel 1.

## Historie
Første spadestik til banen blev taget 31. december 2010, og 21. oktober 2012 blev banen officielt indviet. Den var vært for USA's Grand Prix, der var det næstsidste Formel 1 Grand Prix i 2012-sæsonen. Den er designet af den tyske banearkitekt Hermann Tilke, og var den første bane i USA, der er bygget specifikt til Formel 1.
Ved Formel 1 Grand Prix'et i november 2012 overværede 117.429 tilskuere løbet. Der er i alt plads til 120.000 tilskuere på Circuit of the Americas.

## Vindere af Formel 1 i Austin
| År   | Vinder           | Konstruktør      | Dæk | Tid           | Banelængde | Runder | Fart         | Dato         |
| ---- | ---------------- | ---------------- | --- | ------------- | ---------- | ------ | ------------ | ------------ |
| 2012 | Lewis Hamilton   | McLaren-Mercedes | P   | 1:35:55,269 t | 5,516 km   | 56     | 193,219 km/t | 18. november |
| 2013 | Sebastian Vettel | Red Bull-Renault | P   | 1:39:17,148 t | 5,516 km   | 56     | 186,374 km/t | 17. november |
| 2014 | Lewis Hamilton   | Mercedes         | P   | 1:40:04,785 t | 5,516 km   | 56     | 185,190 km/t | 2. november  |
| 2015 | Lewis Hamilton   | Mercedes         | P   | 1:50:52,703 t | 5,516 km   | 56     | 166,888 km/t | 25. oktober  |
| 2016 |                  |                  | P   |               | 5,516 km   | 56     |              | 23. oktober  |